# Timothy Dexter
Timothy Dexter, ameriški poslovnež in pisatelj, * 22. januar 1747, Malden, provinca Massachusetts Bay, ZDA, † 23. oktober 1806, Newburyport, Massachusetts, ZDA

## Življenjepis
Dexter se je rodil v Maldnu v provinci Massachusetts Bay . Šolal se je malo in je kot osem letnik, zapustil šolanje, da bi delal kot kmetijski delavec.  Ko je bil star 16 let, je postal vajenec usnjarja.  Leta 1769 se je preselil v Newburyport v Massachusettsu .  Poročil se je z 32-letno Elizabeth Frothingham , bogato vdovo, in kupil dvorec.  Nekateri njegovi družbeni sodobniki so ga imeli za neinteligentnega; njegov nekrolog je menil, da "... njegove intelektualne dotacije niso najbolj vzvišenega žiga," . . " 
Po koncu ameriške revolucionarne vojne je kupil velike količine amortizirane kontinentalne valute, ki je bila takrat ničvredna.  Po koncu vojne se je ameriška vlada dobro zapisala v svojih notah z 1 odstotkom nominalne vrednosti, medtem ko je Massachusetts plačeval lastne note po nominalni vrednosti. Ko so se trgovinske povezave nadaljevale, si je nabral bogastvo.   Zgradil je dve ladji in začel izvažati v Zahodno Indijo in Evropo.    
Ker je bil večinoma neizobražen, je bil njegov poslovni občutek nenavaden. Svetovali so mu, naj grelne ponve proda v tropskem območju. Ta nasvet je bil namerna poteza drugih poslovnežev, da bi ga spravili v stečaj. Njegov kapitan jih je prodal kot zajemalke za lokalno industrijo melase in dobro zaslužil.   Nato je Dexter na isto mesto poslal volnene palčnike, kjer so jih azijski trgovci kupovali za izvoz v Sibirijo.
Ljudje so mu v šali rekli, naj " pošlje premog v Newcastle ". To je storil med takratno stavko rudarjev, njegov tovor pa je prodal po dragi ceni.   V drugem času so mu praktični šaljivci rekli, da lahko zasluži, če pošlje rokavice na otoke Južnega morja . Njegove ladje so pravočasno prispele tja, da so prodale rokavice portugalskim čolnom na poti na Kitajsko.  
Biblije je izvažal v Vzhodno Indijo, potepuške mačke pa na karibske otoke in spet ustvaril dobiček; misijonarji so potrebovali Biblije in Karibčani so pozdravili rešitev za razširitev podgan.  Tudi kitove kosti je kopičil po pomoti, vendar jih je na koncu donosno prodal kot podporni material za steznike .  
Člani visoke družbe Nove Anglije so se redko družili z njim. Dexter se je odločil kupiti ogromno hišo v Newburyportu od lokalnega družabnika Nathaniela Tracyja in jih poskušal posnemati.   Trpeli so tudi njegovi odnosi z ženo, hčerko in sinom. To se je pokazalo, ko je obiskovalcem začel pripovedovati, da je njegova žena umrla (kljub temu, da je bila še živa) in da je bila ženska, ki je obiskovala stavbo, preprosto njen duh. Enkrat je Dexter celo ponaredil lastno smrt, da bi videl, kako se bodo ljudje odzvali. Dexterjevega lažnega bujenja se je udeležilo približno 3000 ljudi. Dexter ni videl svoje žene, da bi jokala, in ko je razkril prevaro, jo je osramotil, ker ni dovolj žalovala za njegovo smrtjo.
Dexter je kupil tudi posestvo v Chesterju v New Hampshiru . Svojo hišo v Newburyportu je okrasil z minareti, zlatim orlom na vrhu kupole, mavzolejem zase in vrtom 40 lesenih kipov slavnih mož, med katerimi so bili George Washington, William Pitt, Napoleon Bonaparte, Thomas Jefferson in on sam. Na njem je bil napis: "I am the first in the East, the first in the West, and the greatest philosopher in the Western World". (Sem prvi na vzhodu, prvi na zahodu in največji filozof na zahodu)

## Pisanje
Pri 50 letih je Dexter napisal A Pickle for the Knowing Ones or Plain Truth in a Homespun Dress, v katerem se je pritoževal nad politiki, duhovščino in svojo ženo. Knjiga je vsebovala 8.847 besed in 33.864 črk, vendar brez ločil in na videz naključnih velikih črk. Dexter je prvotno delil svojo knjigo brezplačno, vendar je postala priljubljena in je bila osemkrat ponatisnjena.  V drugi izdaji je Dexter dodal dodatno stran, ki jo je sestavljalo 11 vrstic ločil z navodili, da jih lahko bralci razdelijo, kakor želijo. 
Prva izdaja je bila natisnjena v Salemu v Massachusettsu leta 1802. Druga izdaja je bila natisnjena v Newburyportu leta 1805. 

## Zapuščina
Dexterjeva hiša v Newburyportu je postala hotel .  Nevihte so uničile večino kipov; edini identificirani preživeli je bil ta od Williama Pitta. Njegova knjiga ostaja njegova primarna zapuščina. 